# Briquemesnil-Floxicourt
Briquemesnil-Floxicourt (en picard : Bricmangni-Tchot Flichcourt) est une commune française située dans le département de la Somme en région Hauts-de-France.

## Géographie

### Localisation
Briquemesnil-Floxicourt est un village picard de l'Amiénois.
À vol d'oiseau, la localité est située à 9 km au sud-ouest d'Ailly-sur-Somme, 15 km à l'ouest d'Amiens, 31 km au sud-est d'Abbeville et à 49 km au nord de Beauvais.
Le territoire de la commune est limitrophe de ceux de six communes.
Les communes limitrophes sont  Bougainville, Cavillon, Fluy, Oissy, Saisseval et Seux.

### Hydrographie
La commune est située dans le bassin Artois-Picardie. Elle n'est drainée par aucun cours d'eau.

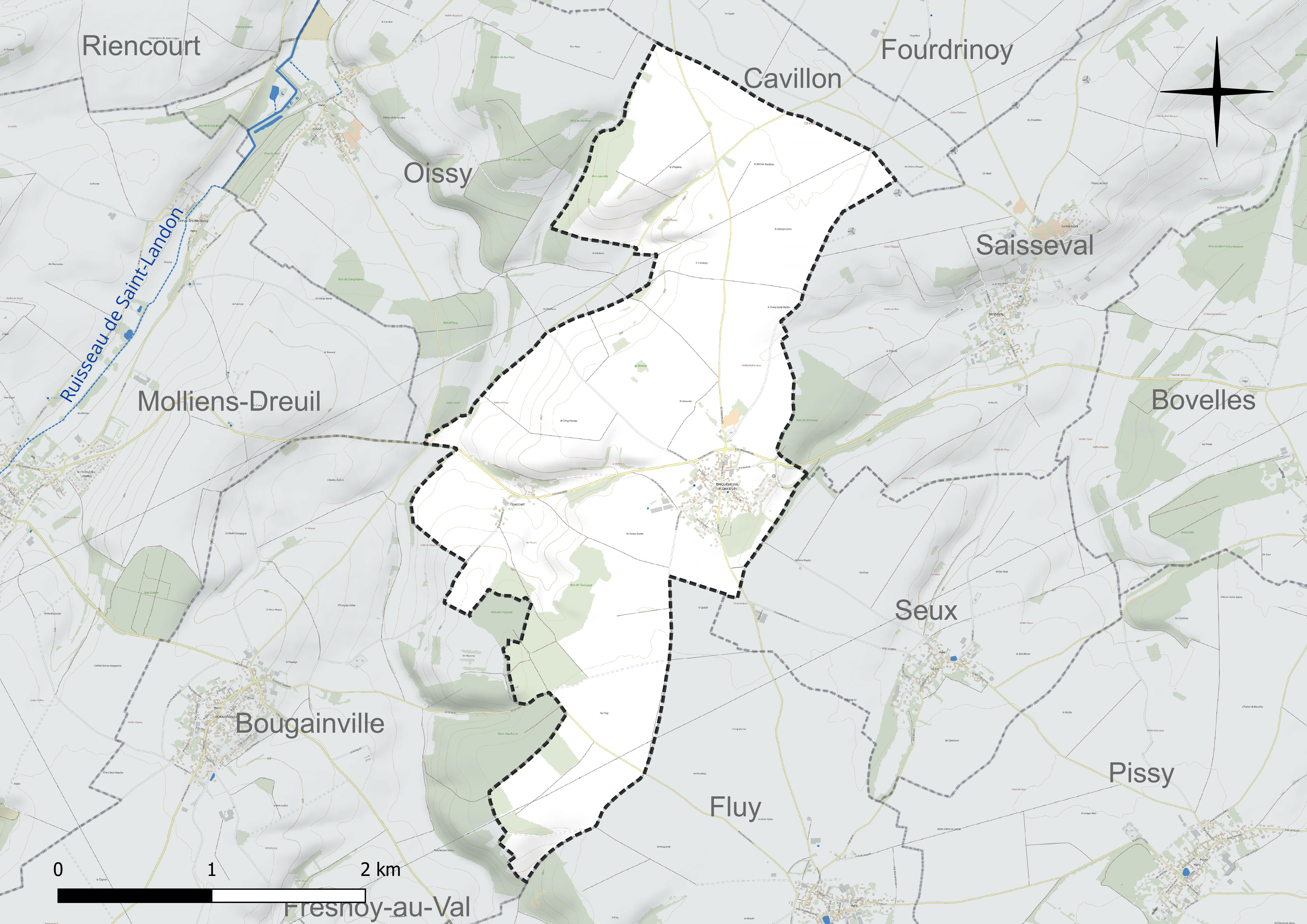
Réseau hydrographique de Briquemesnil-Floxicourt.

### Climat
Pour des articles plus généraux, voir Climat des Hauts-de-France et Climat de la Somme.
En 2010, le climat de la commune est de type climat océanique dégradé des plaines du Centre et du Nord, selon une étude du CNRS s'appuyant sur une série de données couvrant la période 1971-2000. En 2020, Météo-France publie une typologie des climats de la France métropolitaine dans laquelle la commune est exposée à un climat océanique et est dans la région climatique Côtes de la Manche orientale, caractérisée par un faible ensoleillement (1 550 h/an) ; forte humidité de l'air (plus de 20 h/jour avec humidité relative > 80 % en hiver), vents forts fréquents.
Pour la période 1971-2000, la température annuelle moyenne est de 10,3 °C, avec une amplitude thermique annuelle de 13,8 °C. Le cumul annuel moyen de précipitations est de 739 mm, avec 11,9 jours de précipitations en janvier et 8,6 jours en juillet. Pour la période 1991-2020, la température moyenne annuelle observée sur la station météorologique la plus proche, située sur la commune de Glisy à 22 km à vol d'oiseau, est de 11,1 °C et le cumul annuel moyen de précipitations est de 646,6 mm,. Pour l'avenir, les paramètres climatiques de la commune estimés pour 2050 selon différents scénarios d'émission de gaz à effet de serre sont consultables sur un site dédié publié par Météo-France en novembre 2022.

## Urbanisme

### Typologie
Au 1er janvier 2024, Briquemesnil-Floxicourt est catégorisée commune rurale à habitat dispersé, selon la nouvelle grille communale de densité à sept niveaux définie par l'Insee en 2022.
Elle est située hors unité urbaine. Par ailleurs la commune fait partie de l'aire d'attraction d'Amiens, dont elle est une commune de la couronne,. Cette aire, qui regroupe 369 communes, est catégorisée dans les aires de 200 000 à moins de 700 000 habitants,.

### Occupation des sols
L'occupation des sols de la commune, telle qu'elle ressort de la base de données européenne d'occupation biophysique des sols Corine Land Cover (CLC), est marquée par l'importance des territoires agricoles (89 % en 2018), une proportion sensiblement équivalente à celle de 1990 (89,3 %). La répartition détaillée en 2018 est la suivante : 
terres arables (89 %), forêts (7,2 %), zones urbanisées (3,8 %). L'évolution de l'occupation des sols de la commune et de ses infrastructures peut être observée sur les différentes représentations cartographiques du territoire : la carte de Cassini (XVIIIe siècle), la carte d'état-major (1820-1866) et les cartes ou photos aériennes de l'IGN pour la période actuelle (1950 à aujourd'hui).

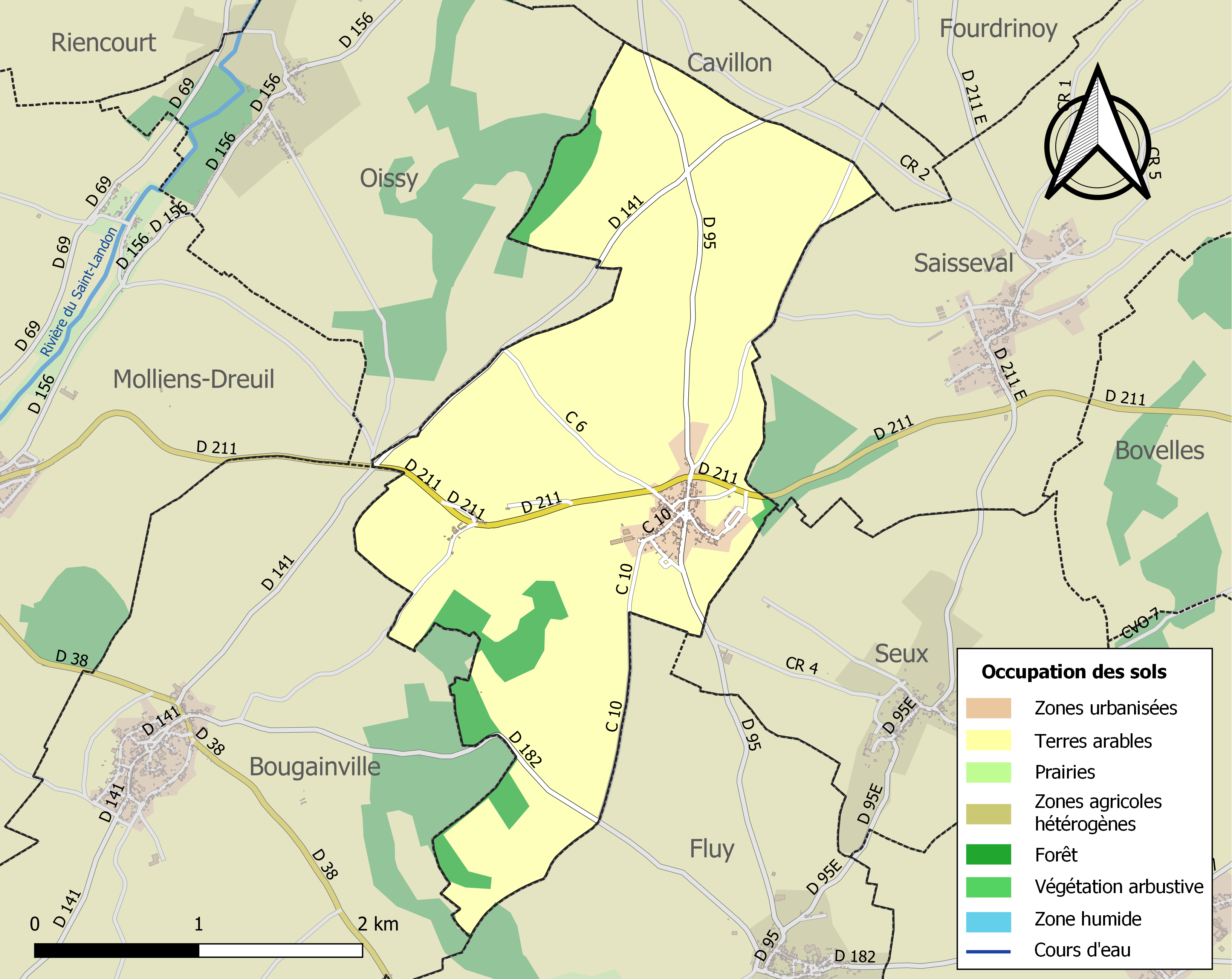
Carte des infrastructures et de l'occupation des sols de la commune en 2018 (CLC).

### Voies de communication et transports
En 2019, la localité est desservie par la ligne d'autocars no 4 (Blangy-sur-Bresle - Amiens) du réseau Trans'80, Hauts-de-France, chaque jour de la semaine sauf le dimanche et les jours fériés.

## Toponymie
Briquemesnil est attesté sous les formes Brikmaisnil (1223.) ; Brikemaisnil (1271.) ; Bricmesnil (1638.) ; Bricqmesnil (1648.) ; Bricquemaisnil (1657.) ; Bricquemesnil (1692.) ; Bricqménil (1696.) ; Brique (1707.) ; Briquemaisnil (1710.) ; Briquemenil (1733.) ; Bricminy (1756.) ; Briquemesnil (1763.) ; Briquemainil (1764.) ; Bacquemenil (1787.).

La référence à la brique, matériau s'imposant localement, est difficile à controverser. Mesnil est un ancien nom commun sorti de l'usage. Il s'est cependant fixé comme tout ou partie de toponymes et comme patronymes, également orthographié Ménil, Maisnil, Maînil ou Mainil.
Floxicourt est attesté sous les formes Flexicurt (1157.) ; Floiscicourt (1277.) ; Floyssicourt (1301.) ; Flisincourt (1648.) ; Flichecourt (1561.) ; Flochecourt (1698.) ; Floihecourt (1710.) ; Floxecourt (1757.) ; Floixcourt (1761.) ; Floixecourt (1764.) ; Floixicourt (1790.) ; Floxicourt (1801.).
Toponyme en « -court », typiques des localités se référant au nom d'un des premiers propriétaires de l'époque mérovingienne. Ces formations toponymiques datent du Moyen Âge. Cette façon de nommer les lieux serait liée à l'apport germanique du VIe siècle,.
Le village faisant partie de l'aire linguistique du picard, elle est appelée Bricmangni-Tchot Flichcourt dans cette langue.

## Histoire
Au XVe siècle, Jean Delailler, seigneur de Briquemesnil habite un château qui n'est plus que ruines en 1899.
En 1560, Jehan d'Ailly est seigneur de Briquemesnil.
À la Révolution, le château de Briquemesnil est occupé par M. de Valanglard. Ce seigneur émigre, ses biens sont alors vendus comme biens nationaux à la population.
La commune résulte de la fusion, en 1925, des communes de Floxicourt et Briquemesnil.

## Politique et administration

### Rattachements administratifs et électoraux
La commune se trouve dans l'arrondissement d'Amiens du département de la Somme. Pour l'élection des députés, elle fait partie depuis 2012 de la troisième circonscription de la Somme.
Elle faisait partie depuis 1801 du canton de Molliens-Dreuil. Dans le cadre du redécoupage cantonal de 2014 en France, la commune est intégrée au canton d'Ailly-sur-Somme.

### Intercommunalité
La commune était membre de la communauté de communes du Sud-Ouest Amiénois, créée en 2004.
Dans le cadre des dispositions de la loi portant nouvelle organisation territoriale de la République du 7 août 2015, qui prévoit que les établissements publics de coopération intercommunale (EPCI) à fiscalité propre doivent avoir un minimum de 15 000 habitants, la préfète de la Somme propose en octobre 2015 un projet de nouveau schéma départemental de coopération intercommunale (SDCI) qui prévoit la réduction de 28 à 16 du nombre des intercommunalités à fiscalité propre du département.
Ce projet prévoit la « fusion des communautés de communes du Sud-Ouest Amiénois, du Contynois et de la région d'Oisemont  », le nouvel ensemble de 37 412 habitants regroupant 120 communes,. À la suite de l'avis favorable de la commission départementale de coopération intercommunale en janvier 2016, la préfecture sollicite l'avis formel des conseils municipaux et communautaires concernés en vue de la mise en œuvre de la fusion.
La communauté de communes Somme Sud-Ouest (CC2SO), dont est désormais membre la commune, est ainsi créée au 1er janvier 2017. Poix-de-Picardie en est le siège.

### Liste des maires
| Période                                  | Période                       | Identité            | Étiquette | Qualité |
| ---------------------------------------- | ----------------------------- | ------------------- | --------- | --- |
| Les données manquantes sont à compléter. |                               |                     |           | |
| mars 2001                                | En cours (au 13 juillet 2020) | Jean-Jacques Stoter | PRG       | Inspecteur de l'Education nationale Conseiller général de Molliens-Dreuil (2004 → 2015) Conseiller départemental du Canton d'Ailly-sur-Somme (2015 → ) Vice-président de la CCSOA (2014 → 2016) Vice-président de la CC2SO (2017 → ) Réélu pour le mandat 2020-2026, |

## Population et société

### Démographie
L'évolution du nombre d'habitants est connue à travers les recensements de la population effectués dans la commune depuis 1793. Pour les communes de moins de 10 000 habitants, une enquête de recensement portant sur toute la population est réalisée tous les cinq ans, les populations de référence des années intermédiaires étant quant à elles estimées par interpolation ou extrapolation. Pour la commune, le premier recensement exhaustif entrant dans le cadre du nouveau dispositif a été réalisé en 2008.

En 2022, la commune comptait 342 habitants, en évolution de +40,16 % par rapport à 2016 (Somme : −1,26 %, France hors Mayotte : +2,11 %).
| 1793 | 1800 | 1806 | 1821 | 1831 | 1836 | 1841 | 1846 | 1851 |
| ---- | ---- | ---- | ---- | ---- | ---- | ---- | ---- | ---- |
| 227  | 228  | 255  | 255  | 273  | 274  | 283  | 253  | 244  |

| 1856 | 1861 | 1866 | 1872 | 1876 | 1881 | 1886 | 1891 | 1896 |
| ---- | ---- | ---- | ---- | ---- | ---- | ---- | ---- | ---- |
| 246  | 236  | 233  | 211  | 205  | 195  | 190  | 192  | 202  |

| 1901 | 1906 | 1911 | 1921 | 1926 | 1931 | 1936 | 1946 | 1954 |
| ---- | ---- | ---- | ---- | ---- | ---- | ---- | ---- | ---- |
| 176  | 178  | 156  | 137  | 151  | 130  | 131  | 112  | 132  |

| 1962 | 1968 | 1975 | 1982 | 1990 | 1999 | 2006 | 2008 | 2013 |
| ---- | ---- | ---- | ---- | ---- | ---- | ---- | ---- | ---- |
| 138  | 136  | 143  | 173  | 182  | 153  | 158  | 160  | 192  |

| 2018 | 2022 | - | - | - | - | - | - | - |
| ---- | ---- | - | - | - | - | - | - | - |
| 293  | 342  | - | - | - | - | - | - | - |

### Enseignement
La commune prend en charge les enfants d'âge scolaire élémentaire au sein d'un regroupement pédagogique dispersé.
À la rentrée 2014, Guignemicourt accueille les très-petits/petits, Seux les moyens, Pissy la grande section, Bovelles les CP et les CM1, Briquemesnil-Floxicourt les CE1 et des CE2, Ferrières des CE2 et les CM2.
Si la cantine siège à Pissy, des garderies sont mises en place à Ferrières et Guignemicourt.

## Culture locale et patrimoine

### Lieux et monuments
- Église Saint-Martin.
- Chapelles funéraires dédiées aux anciens combattants :
  - chapelle funéraire sur la route de Cavillon, en sortie de village ;
  - chapelle funéraire sur la route de Molliens-dreuil, entourée d'une grille métallique[35].

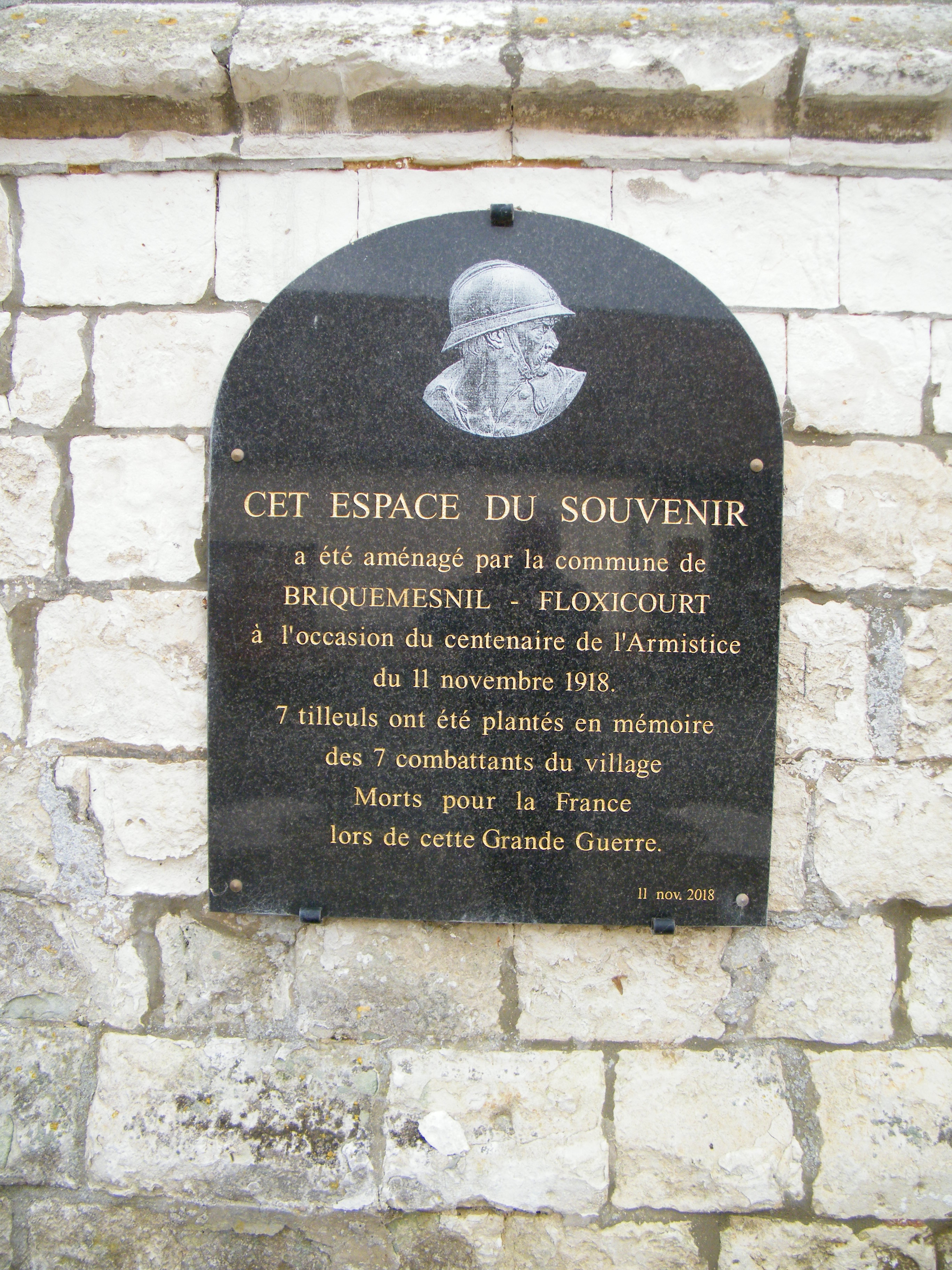
Plaque mémorielle 1914-1918.
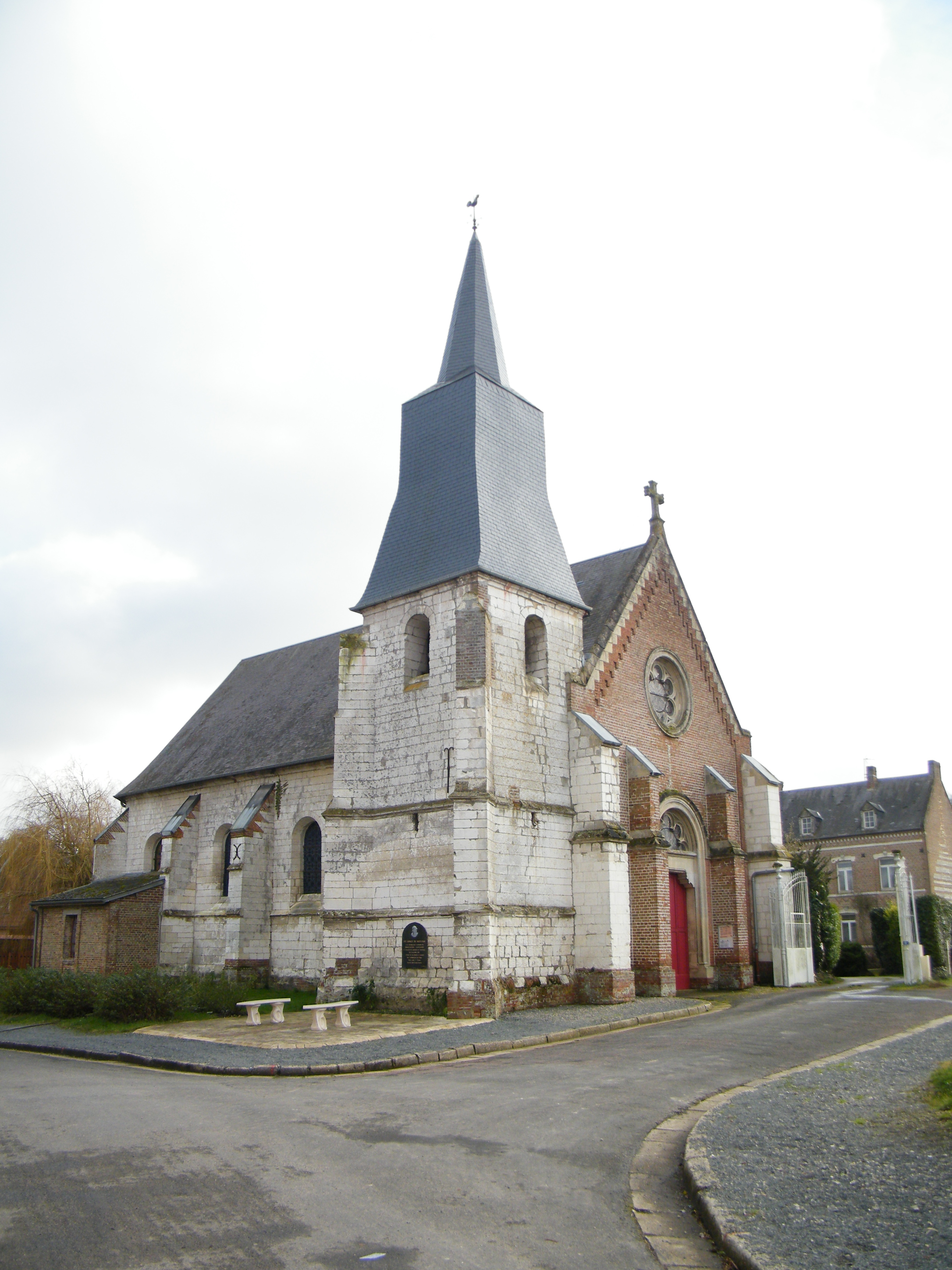
L'église Saint-Martin.
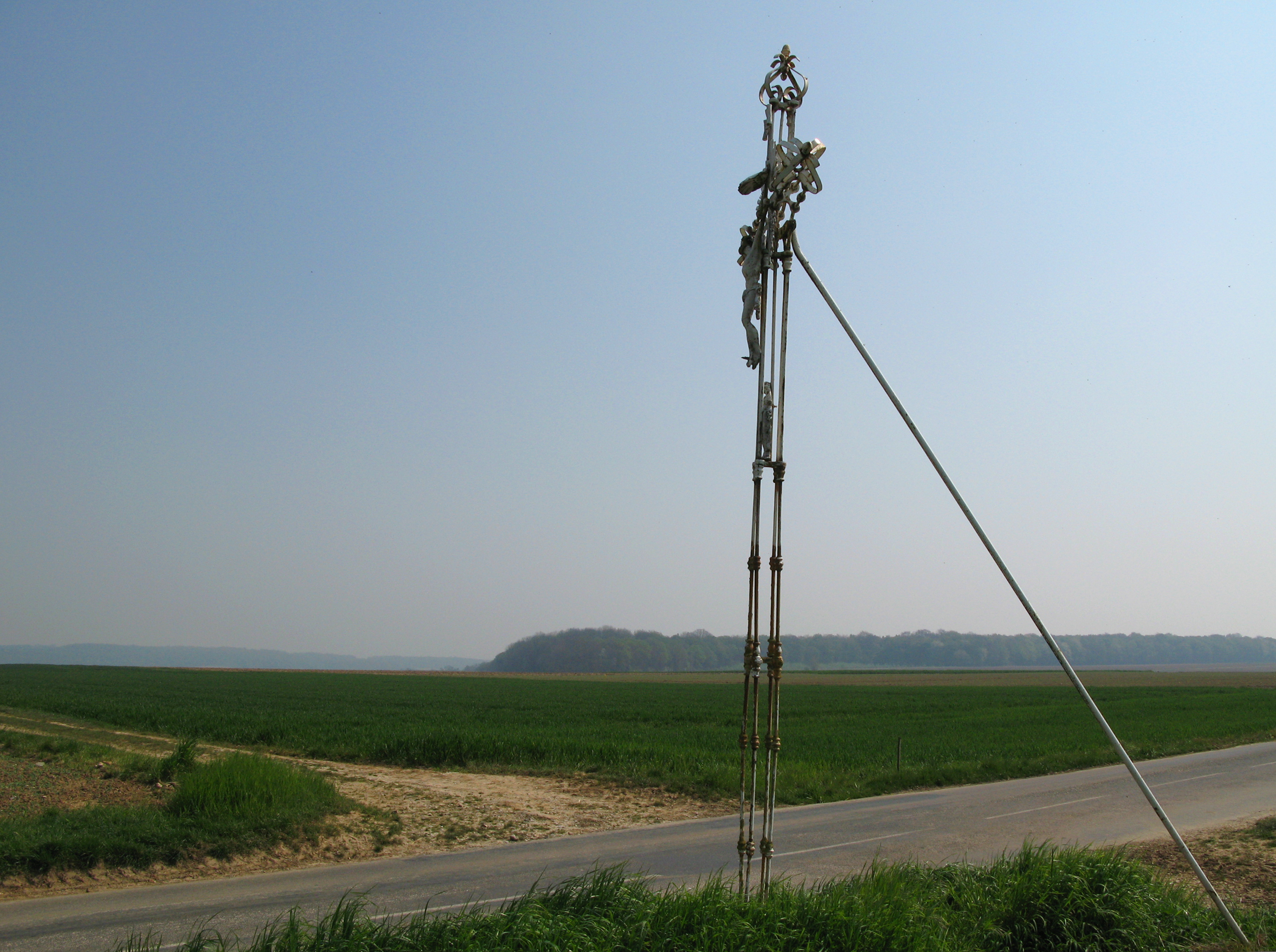
Entre Cavillon et Briquemesnil.
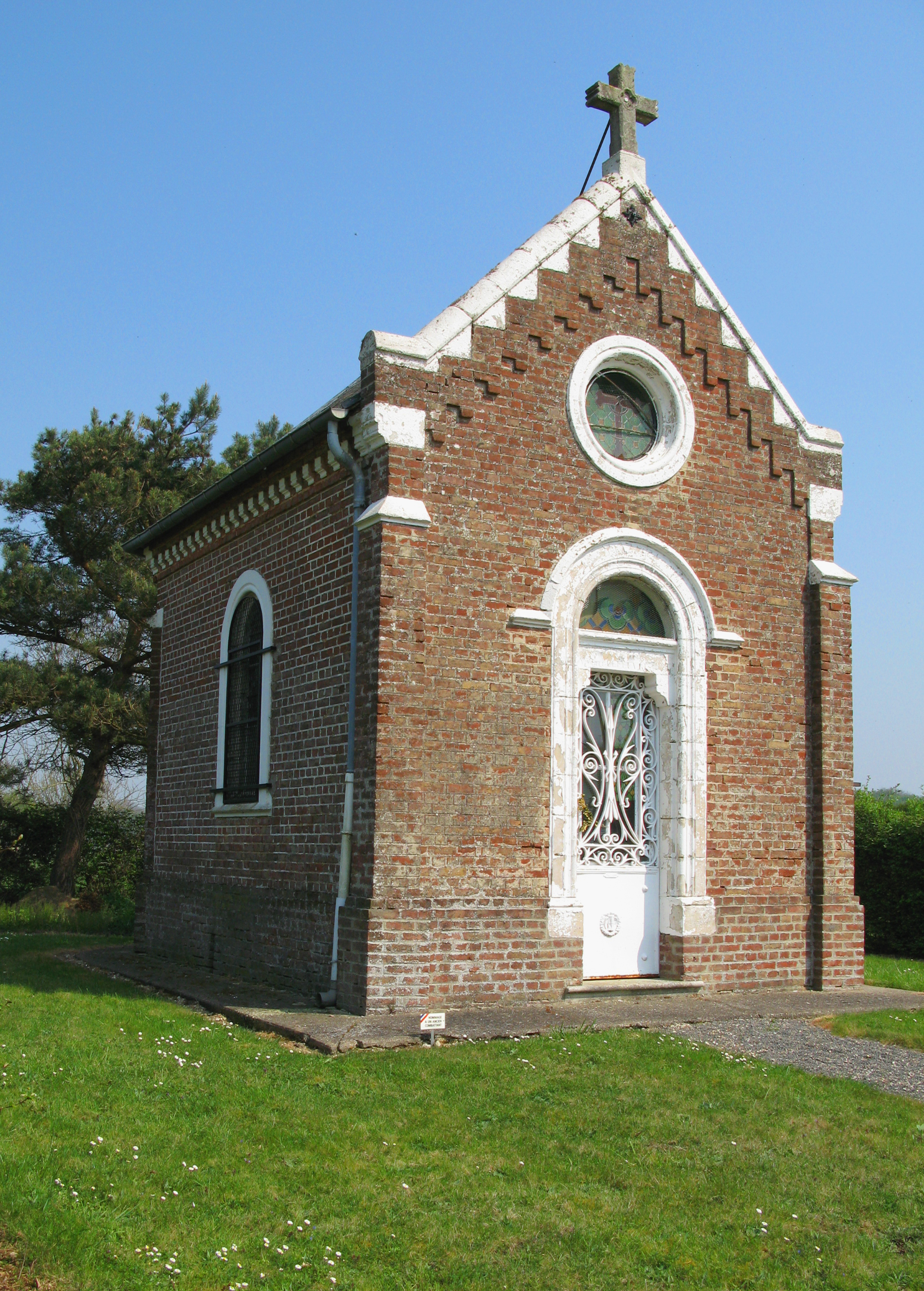
La chapelle voisine du cimetière (sortie du village, en direction de Cavillon).
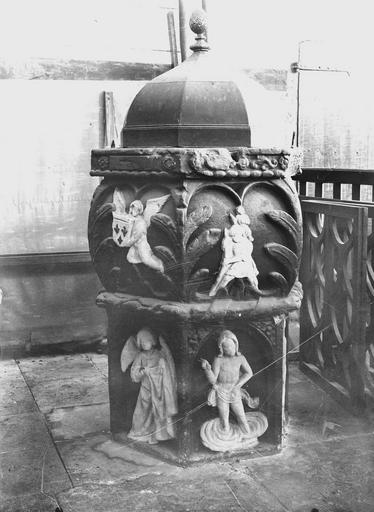
Les fonts baptismaux dans l'église.

### Héraldique
| Blason de Briquemesnil-Floxicourt | Blason  | Écartelé: au 1er d'hermine à deux annelets d'azur rangés en fasce et entrelacés, au 2e de sinople au lion d'argent armé et lampassé de gueules, au 3e de sinople à la gerbe de blé d'or liée de gueules, au 4e d'argent à saint Martin à cheval au naturel. |
| Blason de Briquemesnil-Floxicourt | Détails | Adopté en décembre 2020. Le statut officiel du blason reste à déterminer. |